# 昭潭
湘江湘潭长沙交界段昭山下被认为是一深不可测的旋潭，此即昭潭，为湘江最深处。相传为无底潭，而周昭王即殁于此潭。因其靠近东晋、南朝的湘州治所，而亦被称为湘州潭。潭州与湘潭均得名于此。
1. ↑  . 新华网. 2018-09-17  [2022-05-23]. （原始内容存档于2018-09-18） （中文（中国大陆））.
2. ↑  《s:水经注/卷三十八》：湘水又北逕昭山西，山下有旋泉，深不可測，故言昭潭無底也，亦謂之曰湘州潭。
3. ↑  《s:元和郡縣圖志/卷29#潭州》：隋開皇九年平陳，改為潭州，取昭潭為名也